# Tantilla schistosa
Tantilla schistosa е вид змия от семейство Смокообразни (Colubridae). Видът не е застрашен от изчезване.

## Разпространение
Разпространен е в Белиз, Гватемала, Коста Рика, Мексико, Никарагуа, Панама и Хондурас.

## Описание
Популацията на вида е стабилна.